# Список книг об Алисе Селезнёвой
Ниже приведён список книг Кира Булычёва о приключениях Алисы Селезнёвой в порядке их первой публикации.

## Описание о серии книг об Алисе Селезнёвой
Серия книг о Алисе Селезнёвой, написанных Киром Булычёвым, описывает приключения девочки Алисы в научно-фантастическом будущем конца XXI века. Главная героиня, Алиса Селезнёва, является дочерью профессора биологии и директора зоопарка КосмоЗоо, Игоря Селезнëва.

## Список книг
- Девочка, с которой ничего не случится (1965) — Алиса Селезнёва, дочь профессора, способна на удивительные открытия: от следов таинственных цивилизаций до спасения бронтозавра от смертельной болезни.
- Ржавый фельдмаршал (1968) — Алиса попадает в плен к боевым роботам, стремящимся завоевать мир.
- Путешествие Алисы (1974) — Алиса отправляется в космическое путешествие, где ей предстоит решить новые загадки и преодолеть опасности.
- День рождения Алисы (1974) — В этот день Алисе предстоит отправиться в прошлое, чтобы спасти целую цивилизацию.
- Сто лет тому вперёд (1978) — Школьник Коля из XX века случайно попадает в будущее и мешает космическим пиратам украсть уникальный предмет, после чего возвращается в своё время, но по его следам идут как космические пираты, так и Алиса Селезнёва.
- Миллион приключений (1982) — Сборник четырёх историй, каждая из которых рассказывает о разных приключениях Алисы.
- Лиловый шар (1983) — Алиса и её друзья находят на погибшей планете таинственный шар, который оказывает странные эффекты на людей и животных
- Пленники астероида (1984) — Алиса и сотрудник Института Времени Полина Метёлкина попадают в плен к инопланетянам на астероиде.
- Заповедник сказок (1985) — Алиса попадает в заповедник, где сказочные персонажи оказываются реальными.
- Козлик Иван Иванович (1985) — Алиса отправляется во времена, когда сказки были реальностью, чтобы расколдовать директора Заповедника сказок Ивана Ивановича, превращённого в козлёнка.
- Вокруг света за три часа (1985) — Алиса совершает путешествие вокруг Земли в поисках человека, намусорившего в лесу, что является нонсенсом для того времени.
- Это вам не яблочный компот! (1986) — Алиса и её друзья — юные биологи экспериментируют с быстрорастущими растениями, которые из-за легкомыслия Пашки чуть не разрушают Москву.
- Второгодники (1986) — Желая сделать подарок старику-соседу, Алиса отправляется в Москву 80-х годов 20 века за классическим эскимо, но из-за сбоя возвращается через полгода и отстает от своих одноклассников.
- Это ты, Алиса? (1986) — Алиса встречает своего двойника,после чего ей начинает казаться, что они поменялись с ней местами.
- Гай-до (1986) — желая участвовать в космических гонках, Алиса и её друзья находят живой космический корабль по имени Гай-до и оказываются втянуты в события, связанные с его бывшей хозяйкой.
- Узники «Ямагири-мару» (1987) — пытаясь найти источник опасности в Тихом океане, Алиса и Пашка попадают в ловушку на затонувшем во Вторую мировую войну японском военном корабле.
- Конец Атлантиды (1987) — Алиса и Пашка путешествуют по дну океана и случайно находят легендарную Атлантиду, где встречают атлантов, оказавшимися инопланетными учеными с забытой инопланетной экспедиции.
- Чудовище у родника (1987) — Алиса расследует тайну чудовища, обитающего у местного родника.
- Город без памяти (1988) — Алиса и её друзья прилетают на родную планету учёных из Атлантиды, где произошла неизвестная катастрофа, из-за которой местные жители потеряли память.
- Подземная лодка (1989) — В поисках брата своего друга Алиса и Пашка исследуют подземный мир на уникальном аппарате и попадает в подземный мир троллей и гномов, которых угнетает местный тиран.
- Клад Наполеона (1991) — Алиса отправляется на поиски клада, который принадлежал Наполеону.
- Война с лилипутами (1992) — Алиса и её друзья вступают в борьбу с инопланетянами-лилипутами, которые угрожают всему живому на Земле .
- Золотой медвежонок (1993) — Алиса встречает медвежонка, который обладает необычными способностями и играет ключевую роль в одном из её приключений.
- Настоящее кино (1993) — Алиса попадает в .
- Алиса и крестоносцы (1993) — Алиса отправляется в прошлое, где она встречается с крестоносцами.
- Излучатель доброты (1994) — Алиса расследует хищение аппарата, который способен влиять на эмоции живых существ.
- Дети динозавров (1996) — Алиса и Пашка прилетают на планету, населённую динозаврами и пытаются спасти их от вымирания.
- Сыщик Алиса (1996) —  Алиса расследует загадочное появление сказочных существ в Москве и ее окрестностях.
- Привидений не бывает (1996) — Алиса разгадывает тайну привидений, которые оказываются не тем, чем кажутся на первый взгляд.
- Гость в кувшине (1996) — Алиса сталкивается с необычным существом, которое прячется в кувшине и обладает удивительными свойствами.
- Опасные сказки (1997) — Алиса попадает в мир, где сказки становятся реальностью, и ей предстоит преодолеть множество опасностей.
- Планета для тиранов (1997) — Алиса отправляется на планету, куда ссылают тиранов, разрешая им забрать только одну вещь, чтобы убедить тирана, выбравшего детскую железную дорогу, вернуть её.
- Королева пиратов на планете сказок (1997) — Алиса и Пашка летят на планету сказок, которая оказывается захвачена космическими пиратами.
- Пашка-троглодит (1998) — Пашка Гераскин отправляется на практику в прошлое, где сталкивается с необычными проблемами в древнем мире троглодитов.
- Колдун и Снегурочка (1998) — Алиса пробирается в параллельный мир, чтобы спасти профессора, и встречает колдуна, влюбленного в Снегурочку, и пиратов.
- Тайна третьей планеты (1998) — Алиса отправляется в космическое путешествие, чтобы раскрыть тайну загадочной Третьей планеты. Новелизация одноимённого мультфильма, снятого по мотивам повести «Путешествие Алисы».
- Алиса и дракон (1998) — Алиса переживает несколько приключений из-за случайно попавших к ней волшебных фломастеров.
- Алиса и чудовище (1999) — Алиса вновь отправляется в эпоху легенд и сталкивается с чудовищем, которое терроризирует местных жителей, и пытается найти способ его успокоить.
- Секрет чёрного камня (1999) — Алисе отдают загадочный черный камень, который невозможно разрушить. Чтобы разгадать тайну черных камней, Алисе самой приходится быть камнем.
- Древние тайны (1999) — Алиса и её друзья получают задание разгадать тайны в глубине веков. Аркаша Сапожков вызывается узнать секрет вымирания динозавров.
- Чулан Синей Бороды (1999) — Алиса и ее бабушка исследуют чулан Синей Бороды, где хранятся находки сотрудников Института времени из разных эпох, в которых они побывали.
- Алиса на планете загадок (1999) — Алиса попадает на планету, полную загадок и тайн, которые она должна разгадать.
- Алиса и притворщики (1999) — Алиса раскрывает интригу притворщиков, которые пытаются обмануть её и её друзей.
- Алиса на живой планете (2000) — Алиса попадает на планету, на которой все живое взаимосвязано и обладает сознанием.
- Алиса в Гусляре (2000) — Алиса попадает в город Гусляр, где её ждут новые приключения и открытия.
- Звёздный пёс (2001) — Алиса встречает пса, который прибыл с звёзд и обладает уникальными способностями.
- Вампир Полумракс (2001) — Алиса остаётся одна в заповеднике доисторических животных и сталкивается с настоящим привидением и вампиром Полумраксом.
- Сапфировый венец (2001) — Алиса отправляется в прошлое, чтобы спасти погибших детей.
- Заколдованный король (2001) — Алиса с подругой покупают кукольный домик, и этим случайно помогают королю, который был заколдован злым волшебником.
- Драконозавр (2001) — Алиса отправляется в прошлое, чтобы найти и спасти свою подругу, пытавшуюся доставить в Институт времени яйцо драконозавра, существа, сочетающего в себе черты дракона и динозавра.
- Уроды и красавцы (2002) — Алиса попадает в мир, где внешность играет решающую роль, и учит жителей ценить внутренний мир.
- Принцы в башне (2002) — Алиса спасает принцев, которые были заперты в башне злым магом.
- Алиса и Алисия (2003) — Алиса попадает в параллельный мир и сталкивается со своим двойником — Алисией.